# 尾久守侑
尾久 守侑（おぎゅう かみゆ、1989年5月14日  - ）は、日本の精神科医、詩人。慶應義塾大学医学部 精神・神経科学教室 助教。博士（医学）（慶應義塾大学）

## 経歴・人物
東京都生まれ。
横浜市立大学医学部卒業後、国立国際医療研究センター病院、下総精神医療センター、南多摩病院、成城町診療所などに勤務。現在、慶應義塾大学医学部精神・神経科学教室 助教。
2020年11月、第9回エルスール財団新人賞 現代詩部門を受賞した。
2024年3月2日、「Uncovered Therapy」でH氏賞を受賞した。

## 作品リスト
詩集
- 『国境とJK』思潮社、2016年12月
- 『ASAPさみしくないよ』思潮社、2018年12月
- 『悪意Q47』思潮社、2020年9月
- 『Uncovered Therapy』思潮社、2023年7月

学術書
- 『精神症状から身体疾患を見抜く』金芳堂、2020年3月
- 『器質か心因か』中外医学社、2021年1月
- 『サイカイアトリー・コンプレックス 実学としての臨床』金芳堂、2021年8月
- 『思春期、内科外来に迷い込む』（國松淳和と共著）中外医学社、2022年1月。ISBN 978-4-498-02098-6。
- 『偽者論』金原出版、2022年9月
- 『病気であって病気じゃない』金原出版、2024年7月

随筆集
- 『倫理的なサイコパス ある精神科医の思索』晶文社、2024年5月